# Bud Plays Bird
Bud Plays Bird  is een studioalbum van jazzpianist Bud Powell, opgenomen in oktober en december 1957 en januari 1958 voor Roulette. De plaat kwam pas uit in 1996, nadat de opnames werden herontdekt door Michael Cuscuna. Het album verscheen onder het label Roulette bij Blue Note als deel van The Blue Note Collection.

## Ontvangst
Scott Yanow noemde het album beter dan zijn werk op Verve Records, maar minder dan zijn eerdere Blue Note-albums en gaf de plaat vier (van vijf mogelijke) sterren.

## Tracks
Alle nummers gecomponeerd door Charlie Parker, tenzij anders aangegeven.
1. "Big Foot" [lange versie] (ook bekend als "Drifting on a Reed") – 6:24
2. "Shaw 'Nuff" (Charlie Parker, Dizzy Gillespie) – 4:10
3. "Buzzy" – 4:02
4. "Yardbird Suite" – 4:04
5. "Relaxin' at Camarillo" – 4:27
6. "Confirmation" – 5:50
7. "Billie's Bounce" – 4:02
8. "Ko Ko" – 5:40
9. "Dewey Square" – 4:14
10. "Moose the Mooche" – 3:37
11. "Ornithology" (Benny Harris, Charlie Parker) – 5:06
12. "Scrapple from the Apple" – 3:51
13. "Salt Peanuts" (Dizzy Gillespie, Kenny Clarke) – 2:41
14. "Big Foot" [short version] (aka "Drifting on a Reed") – 3:30

## Bezetting

### Uitvoering
14 Oktober 1957 (tracks 2-4, 6, 8, 11, 14). 2 december  1957 (tracks 7, 12) en 30 januari 1958 (tracks 1, 5, 9-10, 13, 15), in New York.
- Bud Powell – piano
- George Duvivier – bas
- Art Taylor – drums

### Productie
- Rudy Traylor – producer
- Michael Cuscuna – producer van de release in 1996
- Malcolm Addey – mastering
- Ira Gitler – hoestekst
- Francis Wolff – hoesfoto